# Philibertia peduncularis
Philibertia peduncularis là một loài thực vật có hoa trong họ La bố ma. Loài này được (Benth.) Goyder mô tả khoa học đầu tiên năm 2004.